# Kovárna (horská bouda)
 Kovárna (německy Bergschmiede) byla horská bouda v Krkonoších, která byla původně horskou kovárnou pro potřeby důlní činnosti. Stávala na jihozápadním svahu Sněžky v Obřím dole na cestě z Pece pod Sněžkou na Sněžku v nadmořské výšce 1035 m.

## Historie

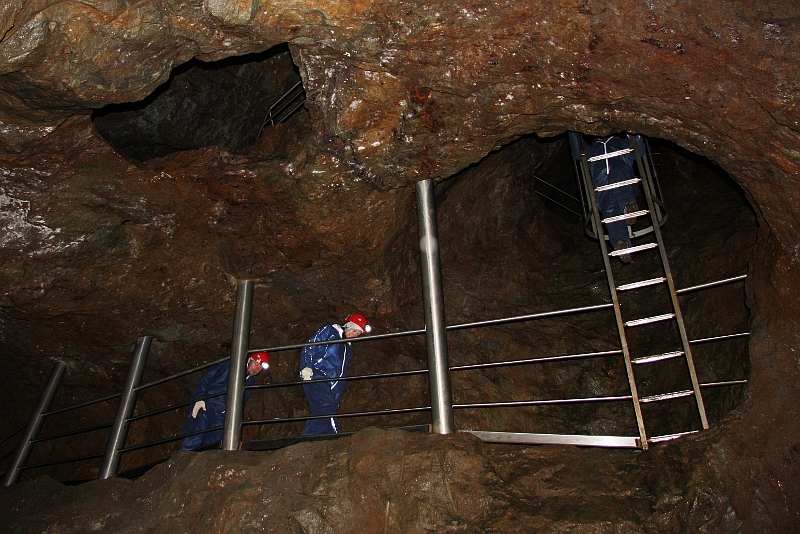
Prohlídková trasa v důlním díle Kovárna

Počátky boudy jsou spojeny s důlní činností v Obřím dole. První zprávy o důlní činnosti jsou neprůkazné a pocházejí od neznámého Benátčana z roku 1456. V roce 1511 přišli do Obřího dolu míšenští horníci. V polovině 16. století je zde zaznamenána rozsáhlejší důlní činnost. Těžil se zde arzenopyrit, chalkopyrit, pyrhotin a některé další rudy, z kterých se získávala měď, síra a arzen. V mapě z roku 1568 je již budova kovárny zakreslena. V budově se opravovalo důlní zařízení a ostřily se zde hornické nástroje. Později byla střídavě využívána pro potřeby důlní činnosti a turismu až v roce 1876 byly doly uzavřeny a v bývalé kovárně havíř Anton Mitlöhner zřídil hostinec, okolí upravil pro venkovní sezení. Živnost převzal jeho syn Josef Mitlöhner a boudu roku 1924 přestavěl. Přibyla prosklená veranda. Na boudě visela tabule s nápisem „Bergschmiede Gast und Weinhaus“. Roku 1930 se Josef Mitlöhner pokusil o dolování wolframové rudy — scheelitu. Po válce boudu získal Leopold Pick. Nejrozsáhlejší důlní práce zde probíhaly v letech 1951 až 1960 z důvodu průzkumu ložisek wolframu pro sovětský válečný průmysl a průzkumu polymetalických rud. V té době bouda sloužila pro ubytování horníků. Stará část budovy v roce 1957 vyhořela. Po ukončení důlních prací v roce 1959 byla bouda v zchátralém stavu opuštěna. V roce 1966 ji převzal Krkonošský národní park a využíval ji pro vědecko-výzkumnou činnost. Pro nedostatek peněz na údržbu byla bouda v roce 1979 zbourána a již nebyla obnovena. Důlní dílo Kovárna, které se nachází poblíž bývalé boudy, je od roku 2004 zpřístupňováno veřejnosti. Prohlídky pořádá Česká speleologická společnost Albeřice, objednávky zajišťuje informační centrum Veselý výlet.

## Dostupnost
Místo, kde horská bouda stála je přístupné po turistických trasách:
- po  modré turistické značce z Pece pod Sněžkou.
- po  modré turistické značce z Obřího sedla.